# Eva Fiesel
Eva Fiesel geb. Lehmann (* 23. Dezember 1891 in Rostock; † 27. Mai 1937 in New York) war eine deutsche Sprachwissenschaftlerin und Etruskologin.

## Leben
Ihr Vater Karl Lehmann war Juraprofessor und Universitätsrektor 1904/05 an der Universität Rostock, ab 1911 in Göttingen, ihre Mutter die Künstlerin und Sozialdemokratin Henni Lehmann. Ihr Bruder ist der bekannte Archäologe Karl Lehmann (-Hartleben). 1915 heiratete sie in Göttingen den Rostocker Studienrat Ludolf Fiesel. Im Wintersemester 1916/17 schrieb sie sich an der Universität Rostock ein. Ihre Promotion erfolgte 1920 in Rostock bei Gustav Herbig mit der Arbeit Das grammatische Geschlecht im Etruskischen. 1926 erfolgte die Scheidung, seither war sie alleinerziehende Mutter. 1931 bis 1933 lehrte Fiesel als unhabilitierte Lehrbeauftragte Etruskisch an der Universität München. Dort verlor sie als Jüdin trotz einiger Proteste im Juli 1933 ihre Stellung. Zu ihren dortigen Schülern gehörte Raimund Pfister.
Nach einem längeren Studienaufenthalt in Florenz bei Giorgio Pasquali emigrierte sie zusammen mit ihrer 13-jährigen Tochter Ruth 1934, ein Jahr vor ihrem Bruder Karl, auf Einladung des Linguisten Edgar H. Sturtevant in die USA und lehrte – als zu diesem Zeitpunkt einzige Frau – als Research Assistant an der Yale University. Später erhielt sie eine Berufung als Visiting Professor ans Bryn Mawr College in Bryn Mawr bei Philadelphia. Sie starb mit 45 Jahren an Leberkrebs.

## Veröffentlichungen
- Das grammatische Geschlecht im Etruskischen. Göttingen 1922 (Dissertation).
- Die Sprachphilosophie der deutschen Romantik (1927)
- Namen des griechischen Mythos im Etruskischen. Göttingen 1928.
- Etruskische Sprachlehre (1931)
- X presents a Sibilant in Early Etruscan. In: American Journal of Philology 57, 1936, S. 261–270